# Chicago-Marathon 2024
| 46. Chicago-Marathon    | 46. Chicago-Marathon            |
| ----------------------- | ------------------------------- |
| Stadt                   | Chicago, Vereinigte Staaten     |
| Datum                   | 13. Oktober 2024                |
| Distanz                 | 42,195 Kilometer                |
| Sieger                  |                                 |
| Männer                  | John Korir (2:02:44 h)          |
| Frauen                  | Ruth Chepngetich (2:09:56 h WR) |
| ← Chicago-Marathon 2023 | Chicago-Marathon 2025 →         |
| Website                 | Offizielle Website              |

Der Chicago-Marathon 2024 (offiziell: Bank of America Chicago Marathon 2024) war die 46. Ausgabe der jährlich stattfindenden Laufveranstaltung in Chicago, Vereinigte Staaten. Der Marathon fand am 13. Oktober 2024 statt. Er war Teil der World Marathon Majors 2024 und hatte das Etikett Platinum Label der World Athletics Label Road Races 2024.
Ruth Chepngetich aus Äthiopien lief als erste Frau unter 2:10 h und stellte damit einen neuen Marathon-Weltrekord in 2:09:56 h auf.

## Ergebnisse

### Männer
| Platz | Athlet                   | Nation             | Zeit (h) |
| ----- | ------------------------ | ------------------ | -------- |
| 01    | John Korir               | Kenia              | 2:02:44  |
| 02    | Mohamed Esa              | Äthiopien          | 2:04:39  |
| 03    | Amos Kipruto             | Kenia              | 2:04:50  |
| 04    | Vincent Kipkemoi Ngetich | Kenia              | 2:05:16  |
| 05    | Daniel Simiu Ebenyo      | Kenia              | 2:06:04  |
| 06    | Kyohei Hosoya            | Japan              | 2:07:20  |
| 07    | Cj Albertson             | Vereinigte Staaten | 2:08:17  |
| 08    | Toshiki Sadakata         | Japan              | 2:08:22  |
| 09    | Alex Chesiro Masai       | Kenia              | 2:08:51  |
| 10    | Zach Panning             | Vereinigte Staaten | 2:09:16  |

### Frauen
| Platz | Athletin                | Nation             | Zeit (h)   |
| ----- | ----------------------- | ------------------ | ---------- |
| 01    | Ruth Chepngetich        | Kenia              | 2:09:56 WR |
| 02    | Sutume Asefa Kebede     | Äthiopien          | 2:17:32    |
| 03    | Irine Chepet Cheptai    | Kenia              | 2:17:51    |
| 04    | Buze Diriba             | Äthiopien          | 2:20:22    |
| 05    | Joyciline Jepkosgei     | Kenia              | 2:20:51    |
| 06    | Degitu Azimeraw         | Äthiopien          | 2:20:52    |
| 07    | Susanna Sullivan        | Vereinigte Staaten | 2:21:56    |
| 08    | Ashete Bekere           | Äthiopien          | 2:23:10    |
| 09    | Lindsay Flanagan        | Vereinigte Staaten | 2:23:31    |
| 10    | Stacey Chepkemboi Ndiwa | Kenia              | 2:23:42    |